# Liste der Bischöfe von Agrigent
Die folgenden Personen waren Bischöfe bzw. Erzbischöfe des Bistums bzw. Erzbistums Agrigent auf Sizilien in Italien:

## Bischöfe
- Libertino
- Gregor I.
- Macario
- Potamio (um 570)
- Eusanio
- Theodor oder Theodosius
- Gregor II. (591–630)
- Felix (649)
- Giorgio (680–681)
- Esilirato
- Liberio
- Ermogene
- Gerland (1088–1100)
- Drogone (1100–1104)
- Albert (1104–1105)
- Guarino (1105–1128?)
- Gualtiero I. (1128–1142)
- Gentile (1154–1171)
- Bartolomeo (1171–1191)
- Urso (1191–1239)
- Raynaldo D’Acquaviva (1240–1264)
- Goffred (1264–1271)
- Guglielmo de Morina (1271–1272)
- Guido (1272–1276)
- Gualtiero II. (1278–)
- Gobert (1280–1286)
- Lambert (1287–1294)
- Robert (1298–1302)
- Bertold de Labro (1304–1326)
- Giacomo Musca (1326)
- Matteo Orsini (1326–1327)
- Filippo Hambaldi (1328–1348)
- Ottaviano de Labro (1350–1362)
- Matteo de Fugardo (1362–1392)
- Gilforte Riccobono (1392–1395)
- Nicolò (1395–1398)
- Nicolò de Burellis (1398–1400)
- Giovanni Cardella (1400)
- Giovanni de Pinu (1401–1412?)
- Filippo de Ferrario (1414–1421)
- Lorenzo di Mesassal (1422–1441)
- Bernardo Bosco (1442)
- Matteo de Gallo e Gimarra o Gimena (1442–1445)
- Antonio Ponticorona (1445–1451)
- Domenico Xarth (1452–1471)
- Giovanni de Cardellis (1472–1479)
- Juan de Castro (1479–1506)
- Giuliano Cybo (1506–1537)
- Pietro Tagliavia di Aragonia (1537–1544)
- Rodolfo Pio de Carpo (1544–1564)
- Luigi Suppa (1565–1569)
- Giovanni Battista de Hogeda (Juan Bautista Ojeda) (1571–1574)
- Cesare Marullo (1574–1577)
- Giovanni de Roxas (Juan Rojas) (1577–1578)
- Antonio Lombardo (1579–1584)
- Diego Haëdo (1585–1589) (auch Erzbischof von Palermo)
- Luigi de Amato (1589–1590)
- Francesco del Pozzo (1591–1593)
- Giovanni Horozco de Covarruvias (Juan Orozco Covarrubias y Leiva) (1594–1606) (auch Bischof von Guadix)
- Vincenzo Bonincontro (1607–1622)
- Ottavio Rodolfo (1623–1624)
- Francesco Traina (1627–1651)
- Ferdinando Sanchez de Cuellar (1653–1657)
- Francesco Gisulfo (1658–1664)
- Ignazio D’Amico (1666–1668)
- Johann Eberhard Graf Neidhardt (1671–1672)
- Francesco Giuseppe Crespos de Escobar (1672–1674)
- Francesco Maria Rini (1676–1696)
- Francesco Ramirez (1697–1715)
- Anselmo de la Pegña OSB (1723–1729)
- Lorenzo Gioeni e Cordona (1730–1754)
- Andrea Lucchesi Palli (1755–1768)
- Antonio Lanza (1769–1775)
- Antonio Colonna Branciforti (1776–1786)
- Antonio Cavalieri (1788–1792)
- Saverio Granata (1795–1817)
- Baldassare Leone (1818–1820)
- Pietro Maria D’Agostino (1823–1835)
- Ignazio Montemagno (1837–1839)
- Domenico Maria Lo Jacono (1844–1860)
- Domenico Turano (1872–1885)
- Gaetano Blandini (1885–1898)
- Bartolomeo M. Lagumina (1898–1931)
- Giovanni Battista Peruzzo CP (1932–1963)
- Giuseppe Petralia (1963–1980)
- Luigi Bommarito (1980–1988) (dann Erzbischof von Catania)
- Carmelo Ferraro (1988–2000) (dann Erzbischof und Metropolit)

## Erzbischöfe und Metropoliten
- Carmelo Ferraro (2000–2008)
- Francesco Kardinal Montenegro (2008–2021)
- Alessandro Damiano (seit 2021)